# Sergej Kaminer
Sergej Michajlovič Kaminer (in russo Сергей Михайлович Каминер?; Romanov-Borisoglebsk, 26 agosto 1906 – Mosca, 27 settembre 1938) è stato uno scacchista e compositore di scacchi sovietico.
È considerato uno dei fondatori della scuola sovietica di composizione. Dal 1924 ha pubblicato settantacinque studi, ottenendo molti premi in concorsi internazionali. Dal 1932 al 1938 è stato redattore, assieme a Evgenij Somov, della sezione studi della rivista 64.
Tutti i suoi studi sono contenuti nel libro Izbrannye etjudy (1981) di Rafael Kofman.
Negli anni trenta Kaminer cadde vittima delle grandi purghe staliniane. Il 17 agosto 1938 fu arrestato con l'accusa di appartenere a un'organizzazione contro-rivoluzionaria e il 27 settembre dello stesso anno fu condannato a morte dalla divisione militare della Corte suprema dell'URSS, e fucilato lo stesso giorno. La sua tomba si trova ancora presso il poligono di tiro di Kommunarka, nei pressi di Mosca. Nel 1956 Kaminer è stato riabilitato dalla Corte suprema dell'URSS.
Kaminer era anche un ottimo giocatore a tavolino, ma non partecipò mai a tornei di alto livello. Amico del futuro campione del mondo Michail Botvinnik, nel 1924 giocò tre partite di allenamento contro di lui, vincendole tutte.
Un suo studio:
|   | a | b | c | d | e | f | g | h |   |
| 8 | h7 pedone del nero · b6 pedone del bianco · h6 re del bianco · d5 cavallo del bianco · f5 torre del nero · d3 re del nero · g2 pedone del bianco | h7 pedone del nero · b6 pedone del bianco · h6 re del bianco · d5 cavallo del bianco · f5 torre del nero · d3 re del nero · g2 pedone del bianco | h7 pedone del nero · b6 pedone del bianco · h6 re del bianco · d5 cavallo del bianco · f5 torre del nero · d3 re del nero · g2 pedone del bianco | h7 pedone del nero · b6 pedone del bianco · h6 re del bianco · d5 cavallo del bianco · f5 torre del nero · d3 re del nero · g2 pedone del bianco | h7 pedone del nero · b6 pedone del bianco · h6 re del bianco · d5 cavallo del bianco · f5 torre del nero · d3 re del nero · g2 pedone del bianco | h7 pedone del nero · b6 pedone del bianco · h6 re del bianco · d5 cavallo del bianco · f5 torre del nero · d3 re del nero · g2 pedone del bianco | h7 pedone del nero · b6 pedone del bianco · h6 re del bianco · d5 cavallo del bianco · f5 torre del nero · d3 re del nero · g2 pedone del bianco | h7 pedone del nero · b6 pedone del bianco · h6 re del bianco · d5 cavallo del bianco · f5 torre del nero · d3 re del nero · g2 pedone del bianco | 8 |
| 7 | h7 pedone del nero · b6 pedone del bianco · h6 re del bianco · d5 cavallo del bianco · f5 torre del nero · d3 re del nero · g2 pedone del bianco | h7 pedone del nero · b6 pedone del bianco · h6 re del bianco · d5 cavallo del bianco · f5 torre del nero · d3 re del nero · g2 pedone del bianco | h7 pedone del nero · b6 pedone del bianco · h6 re del bianco · d5 cavallo del bianco · f5 torre del nero · d3 re del nero · g2 pedone del bianco | h7 pedone del nero · b6 pedone del bianco · h6 re del bianco · d5 cavallo del bianco · f5 torre del nero · d3 re del nero · g2 pedone del bianco | h7 pedone del nero · b6 pedone del bianco · h6 re del bianco · d5 cavallo del bianco · f5 torre del nero · d3 re del nero · g2 pedone del bianco | h7 pedone del nero · b6 pedone del bianco · h6 re del bianco · d5 cavallo del bianco · f5 torre del nero · d3 re del nero · g2 pedone del bianco | h7 pedone del nero · b6 pedone del bianco · h6 re del bianco · d5 cavallo del bianco · f5 torre del nero · d3 re del nero · g2 pedone del bianco | h7 pedone del nero · b6 pedone del bianco · h6 re del bianco · d5 cavallo del bianco · f5 torre del nero · d3 re del nero · g2 pedone del bianco | 7 |
| 6 | h7 pedone del nero · b6 pedone del bianco · h6 re del bianco · d5 cavallo del bianco · f5 torre del nero · d3 re del nero · g2 pedone del bianco | h7 pedone del nero · b6 pedone del bianco · h6 re del bianco · d5 cavallo del bianco · f5 torre del nero · d3 re del nero · g2 pedone del bianco | h7 pedone del nero · b6 pedone del bianco · h6 re del bianco · d5 cavallo del bianco · f5 torre del nero · d3 re del nero · g2 pedone del bianco | h7 pedone del nero · b6 pedone del bianco · h6 re del bianco · d5 cavallo del bianco · f5 torre del nero · d3 re del nero · g2 pedone del bianco | h7 pedone del nero · b6 pedone del bianco · h6 re del bianco · d5 cavallo del bianco · f5 torre del nero · d3 re del nero · g2 pedone del bianco | h7 pedone del nero · b6 pedone del bianco · h6 re del bianco · d5 cavallo del bianco · f5 torre del nero · d3 re del nero · g2 pedone del bianco | h7 pedone del nero · b6 pedone del bianco · h6 re del bianco · d5 cavallo del bianco · f5 torre del nero · d3 re del nero · g2 pedone del bianco | h7 pedone del nero · b6 pedone del bianco · h6 re del bianco · d5 cavallo del bianco · f5 torre del nero · d3 re del nero · g2 pedone del bianco | 6 |
| 5 | h7 pedone del nero · b6 pedone del bianco · h6 re del bianco · d5 cavallo del bianco · f5 torre del nero · d3 re del nero · g2 pedone del bianco | h7 pedone del nero · b6 pedone del bianco · h6 re del bianco · d5 cavallo del bianco · f5 torre del nero · d3 re del nero · g2 pedone del bianco | h7 pedone del nero · b6 pedone del bianco · h6 re del bianco · d5 cavallo del bianco · f5 torre del nero · d3 re del nero · g2 pedone del bianco | h7 pedone del nero · b6 pedone del bianco · h6 re del bianco · d5 cavallo del bianco · f5 torre del nero · d3 re del nero · g2 pedone del bianco | h7 pedone del nero · b6 pedone del bianco · h6 re del bianco · d5 cavallo del bianco · f5 torre del nero · d3 re del nero · g2 pedone del bianco | h7 pedone del nero · b6 pedone del bianco · h6 re del bianco · d5 cavallo del bianco · f5 torre del nero · d3 re del nero · g2 pedone del bianco | h7 pedone del nero · b6 pedone del bianco · h6 re del bianco · d5 cavallo del bianco · f5 torre del nero · d3 re del nero · g2 pedone del bianco | h7 pedone del nero · b6 pedone del bianco · h6 re del bianco · d5 cavallo del bianco · f5 torre del nero · d3 re del nero · g2 pedone del bianco | 5 |
| 4 | h7 pedone del nero · b6 pedone del bianco · h6 re del bianco · d5 cavallo del bianco · f5 torre del nero · d3 re del nero · g2 pedone del bianco | h7 pedone del nero · b6 pedone del bianco · h6 re del bianco · d5 cavallo del bianco · f5 torre del nero · d3 re del nero · g2 pedone del bianco | h7 pedone del nero · b6 pedone del bianco · h6 re del bianco · d5 cavallo del bianco · f5 torre del nero · d3 re del nero · g2 pedone del bianco | h7 pedone del nero · b6 pedone del bianco · h6 re del bianco · d5 cavallo del bianco · f5 torre del nero · d3 re del nero · g2 pedone del bianco | h7 pedone del nero · b6 pedone del bianco · h6 re del bianco · d5 cavallo del bianco · f5 torre del nero · d3 re del nero · g2 pedone del bianco | h7 pedone del nero · b6 pedone del bianco · h6 re del bianco · d5 cavallo del bianco · f5 torre del nero · d3 re del nero · g2 pedone del bianco | h7 pedone del nero · b6 pedone del bianco · h6 re del bianco · d5 cavallo del bianco · f5 torre del nero · d3 re del nero · g2 pedone del bianco | h7 pedone del nero · b6 pedone del bianco · h6 re del bianco · d5 cavallo del bianco · f5 torre del nero · d3 re del nero · g2 pedone del bianco | 4 |
| 3 | h7 pedone del nero · b6 pedone del bianco · h6 re del bianco · d5 cavallo del bianco · f5 torre del nero · d3 re del nero · g2 pedone del bianco | h7 pedone del nero · b6 pedone del bianco · h6 re del bianco · d5 cavallo del bianco · f5 torre del nero · d3 re del nero · g2 pedone del bianco | h7 pedone del nero · b6 pedone del bianco · h6 re del bianco · d5 cavallo del bianco · f5 torre del nero · d3 re del nero · g2 pedone del bianco | h7 pedone del nero · b6 pedone del bianco · h6 re del bianco · d5 cavallo del bianco · f5 torre del nero · d3 re del nero · g2 pedone del bianco | h7 pedone del nero · b6 pedone del bianco · h6 re del bianco · d5 cavallo del bianco · f5 torre del nero · d3 re del nero · g2 pedone del bianco | h7 pedone del nero · b6 pedone del bianco · h6 re del bianco · d5 cavallo del bianco · f5 torre del nero · d3 re del nero · g2 pedone del bianco | h7 pedone del nero · b6 pedone del bianco · h6 re del bianco · d5 cavallo del bianco · f5 torre del nero · d3 re del nero · g2 pedone del bianco | h7 pedone del nero · b6 pedone del bianco · h6 re del bianco · d5 cavallo del bianco · f5 torre del nero · d3 re del nero · g2 pedone del bianco | 3 |
| 2 | h7 pedone del nero · b6 pedone del bianco · h6 re del bianco · d5 cavallo del bianco · f5 torre del nero · d3 re del nero · g2 pedone del bianco | h7 pedone del nero · b6 pedone del bianco · h6 re del bianco · d5 cavallo del bianco · f5 torre del nero · d3 re del nero · g2 pedone del bianco | h7 pedone del nero · b6 pedone del bianco · h6 re del bianco · d5 cavallo del bianco · f5 torre del nero · d3 re del nero · g2 pedone del bianco | h7 pedone del nero · b6 pedone del bianco · h6 re del bianco · d5 cavallo del bianco · f5 torre del nero · d3 re del nero · g2 pedone del bianco | h7 pedone del nero · b6 pedone del bianco · h6 re del bianco · d5 cavallo del bianco · f5 torre del nero · d3 re del nero · g2 pedone del bianco | h7 pedone del nero · b6 pedone del bianco · h6 re del bianco · d5 cavallo del bianco · f5 torre del nero · d3 re del nero · g2 pedone del bianco | h7 pedone del nero · b6 pedone del bianco · h6 re del bianco · d5 cavallo del bianco · f5 torre del nero · d3 re del nero · g2 pedone del bianco | h7 pedone del nero · b6 pedone del bianco · h6 re del bianco · d5 cavallo del bianco · f5 torre del nero · d3 re del nero · g2 pedone del bianco | 2 |
| 1 | h7 pedone del nero · b6 pedone del bianco · h6 re del bianco · d5 cavallo del bianco · f5 torre del nero · d3 re del nero · g2 pedone del bianco | h7 pedone del nero · b6 pedone del bianco · h6 re del bianco · d5 cavallo del bianco · f5 torre del nero · d3 re del nero · g2 pedone del bianco | h7 pedone del nero · b6 pedone del bianco · h6 re del bianco · d5 cavallo del bianco · f5 torre del nero · d3 re del nero · g2 pedone del bianco | h7 pedone del nero · b6 pedone del bianco · h6 re del bianco · d5 cavallo del bianco · f5 torre del nero · d3 re del nero · g2 pedone del bianco | h7 pedone del nero · b6 pedone del bianco · h6 re del bianco · d5 cavallo del bianco · f5 torre del nero · d3 re del nero · g2 pedone del bianco | h7 pedone del nero · b6 pedone del bianco · h6 re del bianco · d5 cavallo del bianco · f5 torre del nero · d3 re del nero · g2 pedone del bianco | h7 pedone del nero · b6 pedone del bianco · h6 re del bianco · d5 cavallo del bianco · f5 torre del nero · d3 re del nero · g2 pedone del bianco | h7 pedone del nero · b6 pedone del bianco · h6 re del bianco · d5 cavallo del bianco · f5 torre del nero · d3 re del nero · g2 pedone del bianco | 1 |
|   | a | b | c | d | e | f | g | h |   |

Soluzione:
1. b7  Tf8

2. Cb4+  Re4

3. Cc6  Rf4

4. g4+!!  Rxg4

5. Rg7  Te8

6. Rf7  Th8

7. Re7  Tg8

8. Cd8  Tg7+

9. Cf7  Tg8

10. Ch6+  e vince. 